# Gosses de misère
Pour plus de détails, voir Fiche technique et Distribution.
Gosses de misère est un film français réalisé par Georges Gauthier, sorti en 1933.

## Synopsis
Georges, un très jeune homme, est envoyé en maison de correction par ses parents pour le punir d'une bêtise futile alors qu'il suivait des études de droit. Il y trouve une vie misérable parmi d'autres enfants délinquants, subissant une discipline de fer, injuste et qui laisse libre court aux châtiments corporels. Georges se lie avec L'Apôtre, un ancien qui fait partie d'un projet d'évasion, il se joint à lui et trouve refuge dan une ferme, mais le fermier le dénonce aux autorités alléché par une prime. Pour échapper à un retour au bagne, Georges se pend dans la grange, mais il est sauvé par l'arrivée de la maréchaussée. Il est rendu à ses parents et pardonne à son père, plein de remords.

## Fiche technique
- Titre : Gosses de misère
- Titre original : Bagnes d'enfants[1]
- Réalisation : Georges Gauthier
- Scénario : d'après la pièce Bagnes d'enfants de Pierre Chaine et André de Lorde (1910)
- Société de production : Artisans du Film
- Pays d'origine :  France
- Format :  Noir et blanc
- Genre :  Drame
- Durée : 69 minutes
- Date de sortie : 1933

## Distribution
- Germaine Dermoz
- André Marnay
- Fernand Rauzena
- Paul Marthès
- Émile Vardannes
- Léone Balme

## À propos du film
- Gosses de misère est le remake parlant du film muet Bagnes d'enfants, sorti en 1914, réalisé par Émile Chautard.